# KUCI
Koordinaten: 33° 38′ 41″ N, 117° 50′ 36″ W
KUCI ist ein US-amerikanischer Hörfunksender in Irvine im US-Bundesstaat Kalifornien, der von der University of California betrieben wird und auf der UKW-Frequenz 88,9 MHz zu empfangen ist.

## Geschichte
Craig Will, ein Technikstudent, war derjenige, der 1968 KUCI konzeptionierte, und später die Sendeleitung an Earl Arbuckle, der wenig später KUCIs erster Cheftechniker wurde, übergab. Im Oktober 1969 bekam der Sender erstmals von der FCC (Federal Communications Commission) eine vorläufige Sendegenehmigung ausgestellt und ging mit dem Song „Sugar, Sugar“ von den Archies zum ersten Mal auf Sendung. Am 25. November 1969 bekam KUCI eine offizielle Lizenz gewährt, mit 10 Watt auf 89,9 UKW zu senden.
Im Jahr 1972 strahlte KUCI seine erste Nachrichtensendung aus, während im Jahr 1974 der Sender mit einem 24-Stunden-Programm aufbot. Ab 1978 wurden viele bedeutende Künstler zu Interviews eingeladen. Dazu gehörten unter anderem Jackson Browne, Ray Bradbury, Howard Baker, Cesar Chavez, Blue Oyster Cult, The Beach Boys und Monty Python. Im Frühjahr 1979 verlautete ein Artikel im Billboard-Magazin, dass KUCI überwiegend Jazzmusik ausstrahlen werde.
Im August 1981 gelang es KUCI sich aus einer bedrohlichen Situation zu befreien. Da der lokale Radiosender KCRW-FM bei der FCC eine stärkere Strahlungsleistung beantragte, und infolgedessen genehmigt wurde, bedeutete dies für KUCI dass ihr Sendungsradius eingeschränkt wurde, und somit fortan in abgelegenen Teilen des Schulcampus nicht mehr zu empfangen war. Durch das Eingreifen der damaligen Sendeleiterin Sue Simone, bekam KUCI durch dieses Problem, die Genehmigung von der FCC, auf einer anderen Frequenz zu senden. KUCI wurde am 20. August 1981 von 89,9 MHz auf 88,9 MHz verschoben, auf der sie seitdem sendet.

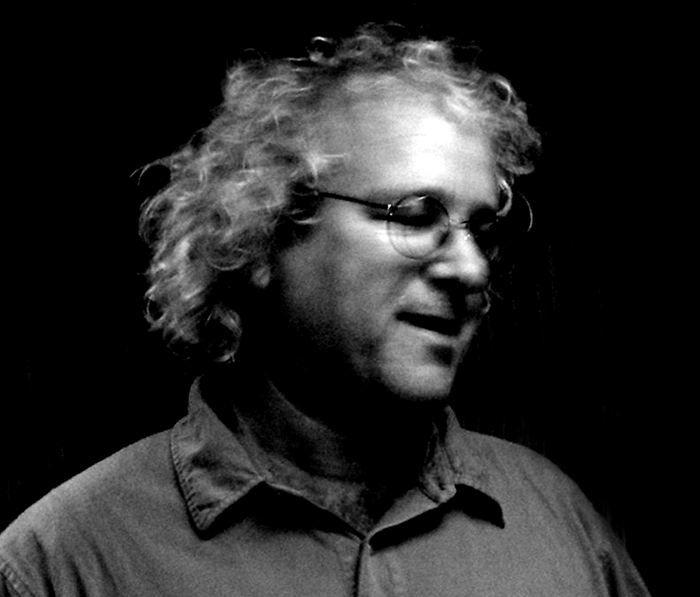
Duncan Strauss, KUCI

Im Jahre 1984 kam es zu weiteren Problemen für den Radiosender. Der Radiomanager Josh Bleier verkündete, dass KXLU, ein weiterer Hochschulradiosender der Loyola Marymount University aus Los Angeles mit derselben Sendefrequenz, plane, seinen Sendemast auf eine höhere Position zu verlegen, um so die eigene Reichweite zu erhöhen. Das bedeutete, dass KUCIs Sendesignal dadurch praktisch ausgewischt würde, und de facto nicht mehr zu empfangen wäre. Dies war der Beleg für die Notwendigkeit, die Sendeleistung von KUCI auf „A-Klasse“ – von 10 auf 100 Watt zu verzehnfachen.
Der Herbst 1986 markierte den Anfang von Versuchen Geld aufzutreiben, um KUCIs langsam „sterbenden“ Transmitters zu ersetzen. Die Gefahr bestehe, dass KUCI bei erfolglosen Geldbeschaffungsversuchen, zwingend den Sendebetrieb des Hochschulradios einstellen müsse. Hierfür organisierte KUCI unter anderem in und um Los Angeles zwei Konzerte, um durch die Einnahmen den neuen Transmitter (7000 USD) zu finanzieren. Schließlich erreichte man nach monatelangen Anstrengungen der Belegschaft das Ziel und erwarb den dringend benötigten neuen Solid-State-Transmitter.
Im September 1991 gewährte die FCC im Einverständnis mit KUCI, dass der Sender seine Sendeleistung von 100 auf 200 Watt, dieses Mal in Stereo, erhöhen dürfe. Ab dem 15. März 1993 erreichte KUCI einen nie zuvor erzielten Senderadius im Orange County. Unter anderem war KUCI sogar in Mission Viejo und Westminster zu hören.
KUCI, als Trendsetter bekannt, war 1996 als einer der ersten Radiostationen über das Internet erreichbar.